# Virginiai boróka

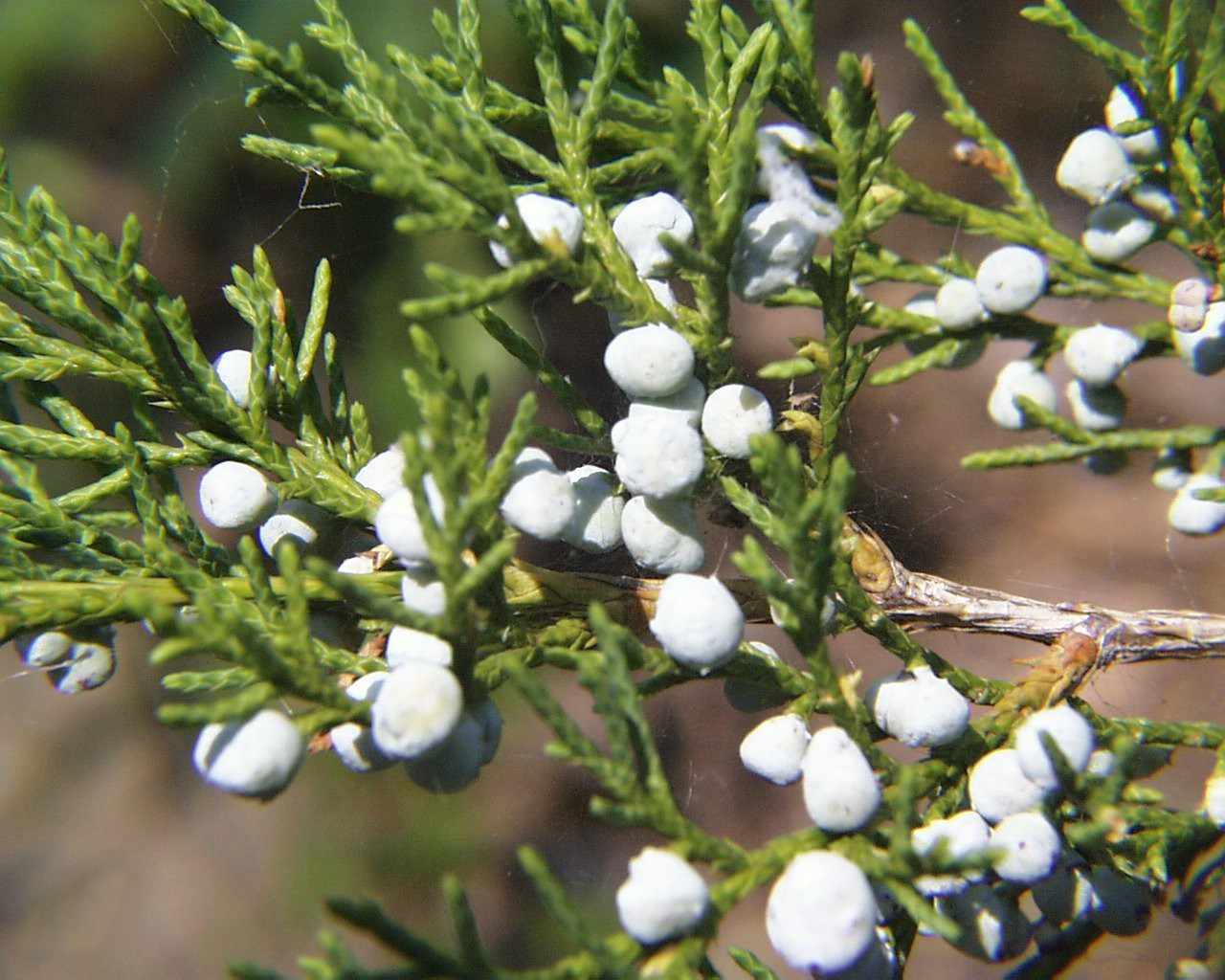
Leveles hajtásai éretlen tobozbogyókkal

A virginiai boróka (Juniperus virginiana) a ciprusfélék családjába tartozó örökzöld növényfaj. Vörös cédrus néven is ismert.

## Előfordulása
Észak-Amerikában, a kontinens keleti felén (az atlantikus–észak-amerikai flóraterületen) honos. Kertészeti változatai kedvelt dísznövények; Magyarországon is sokfelé ültetik őket; főleg kertekben.

## Megjelenése
Örökzöld cserje vagy fa – eredeti termőhelyén akár 30 m magasra is megnő.
Nagy elterjedési területének megfelelően igen változatos (Józsa). Fiatalon felfelé tör és ilyenkor koronája szabályos kúp alakú. Idősebb korában inkább terebélyes, ernyő jellegű. Kérge vörösesbarna, hajtásai négyszögletesek.
Az alapfaj pikkelylevelei sötétzöldek. Fiatal korában többnyire pikkelyleveles, az idősebb példányok a korona belsejében tűleveles hajtásokat is növesztenek.
Az érett bogyó élénk kék, átmérője 4–10 mm, bevonata hamvas, viaszos.

## Életmódja, termőhelye
A borókáktól szokatlan módon egylaki növény. Kék tobozbogyói egy év alatt beérnek, és ez a jól termő példányokat igen látványossá teszi.
Rendkívül változékony és alkalmazkodóképes; szinte bármilyen talajon megél. Alapvetően a párás, nedves környezetet kedveli, de például a Nagyalföld termőhelyi feltételeit a száraz környezetet is sokáig elviseli, de ilyenkor növekedése lelassul (közepesen száraz környezetben már jól fejlődik). Teljesen télálló. Az átültetést rosszul tűri.

## Felhasználása
Főleg oszlopos termetű változatait ültetik dísznövénynek. Sűrűn ültetve keskeny, magas sövénnyé nevelhető.
A ceruzagyártás kedvelt alapanyaga, emellett bútorokat is készítenek belőle.

## Változatok
Természetes változatai elterjedési területeinek határán köztes formák alakulnak ki. 
- J. virginiana var. virginiana
- J. virginiana var. silicicola
- J. virginiana var. crebra

### Kertészeti változatok
Számos változata között oszloposak és elfekvők egyaránt vannak. Ezek lombjának színe is igen változatos.
- J. virginiana 'Elegantissima' — 2–3 m magas; koronája laza kúp alakú. Az ívesen elhajló hajtások vége sárga. Pikkely- és tűlevelei is vannak. Teljesen télálló; magányosan is mutatós.
- J. virginiana 'Fastigiata' — gyorsan növő, oszlopos fajta. Levelei kékeszöldek.
- J. virginiana 'Glauca' — gyorsan növő, oszlopos alakú fajta. Pikkelylevelei kékeszöldek. A félszáraz viszonyokat kedveli, száraz termőhelyeken növekedése lelassul.
- J. virginiana 'Grey owl' — a 'Glauca' változat és a kínai boróka egyik kertészeti változatának (J. chinensis 'Pfitzeriana') hibridje. Acélkék színe a virginiai, alakja inkább a kínai borókáéra emlékeztet, ám utóbbinál valamivel magasabb, és a koronája is lazább — ám a főágak visszavágásával tömöríthető. Vékony hajtásain a pikkelylevelek aprók. Szürkészöld lombja ősszel kissé megbarnul, a hajtások vége pedig halvány lilásvörösre színeződik. Gyorsan nő. A metszést jól tűri, a sebeket gyorsan benövi.
- J. virginiana 'Horizontalis' —
- J. virginiana 'Pseudocupressus' — alighanem a  J. virginiana var. crebra természetes, karcsú oszlopos változata, amit szelektíven elkezdtek kertekbe ültetni. 4–8 m magasra növő, zárt koronájú fa. Ágai mereven fölfelé törnek. Apró, vékony pikkelylevelei szürkészöldek.
- J. virginiana 'Skyrocket' — Keskeny oszlopos fajta; finom ágai mereven fölfelé állnak. Még néhány méter magasan is legfeljebb 40 cm széles. teljesen télálló; a szárazságot viszonylag jól tűri.
- J. virginiana 'Tripartita' — Régóta ismert: 1867 óta jegyzik. Elfekvő ágú, 2-3 méter átmérőjű, szabálytalanul elágazó; egyes ágai elfekszenek, mások fölemelkednek, így több emeletben helyezkednek el. Idős korára rövid törzset fejleszt és 2–3 m magasra nő. Ágai, hajtásai sűrűn állnak; a hajtáscsúcs mindig háromfelé ágazik el. Rövid tűlevelei a hajtások végére rásimulnak; tövük felé mindinkább elállnak. Már fiatal korában tűleveles. A tűlevelek kékesek zöld fonákkal, a pikkelylevelek sötétzöldek. Télálló, szárazságtűrő, a szennyezett levegőt is elviseli. Csoportosan ültetve nagy területeket benő.